# Typ miktyczny jeziora
Typ miktyczny jeziora – w typologii jezior – rodzaj jeziora ustalony na podstawie częstotliwości i zasięgu mieszania mas wód.
- Jeziora amiktyczne – stale skute lodem, nigdy niemieszane (wysokie góry, strefy polarne, np. jez. Wostok)

- Jeziora meromiktyczne – mieszana tylko powierzchniowa warstwa – miksolimnion (dolna warstwa – monimolimnion – ma zbyt dużą gęstość lub jest zbyt osłonięta od powierzchniowego ruchu wody, by ulegać cyrkulacji)

- Jeziora holomiktyczne – mieszaniu ulega cała masa wody
  - jeziora oligomiktyczne – mieszane nieregularnie i rzadziej niż raz w roku, np. górskie jeziora stref ciepłych, w których temperatura spada do 4 °C tylko w okresie nietypowego ochłodzenia
  - jeziora monomiktyczne – mieszane tylko raz w roku
    - jeziora monomiktyczne zimne – mieszane tylko latem, gdy topnieje pokrywa lodowa obecna zimą, wiosną i jesienią, a temperatura epilimnionu wzrasta do 4 °C lub poniżej (wysokie góry, strefy polarne)
    - jeziora monomiktyczne ciepłe – mieszane tylko zimą, gdy temperatura epilimnionu spada tylko do 4 °C lub powyżej, praktycznie nigdy nie zamarzając (strefy o klimacie łagodnym, morskim itp., np. Jezioro Bodeńskie)

  - jeziora dimiktyczne – mieszane wiosną i jesienią, gdy woda odpowiednio wzrasta i spada do 4 °C, zamarzające zimą (typowe jeziora strefy umiarkowanej)
  - jeziora polimiktyczne – mieszane często, czasem codziennie, gdy gęstość wody jest podobna na każdej głębokości (brak termokliny i chemokliny), a misa jeziora płytka na tyle, żeby mieszanie wiatrowe sięgało strefy dennej (jeziora stawowe).